# Tianjin Westbahnhof

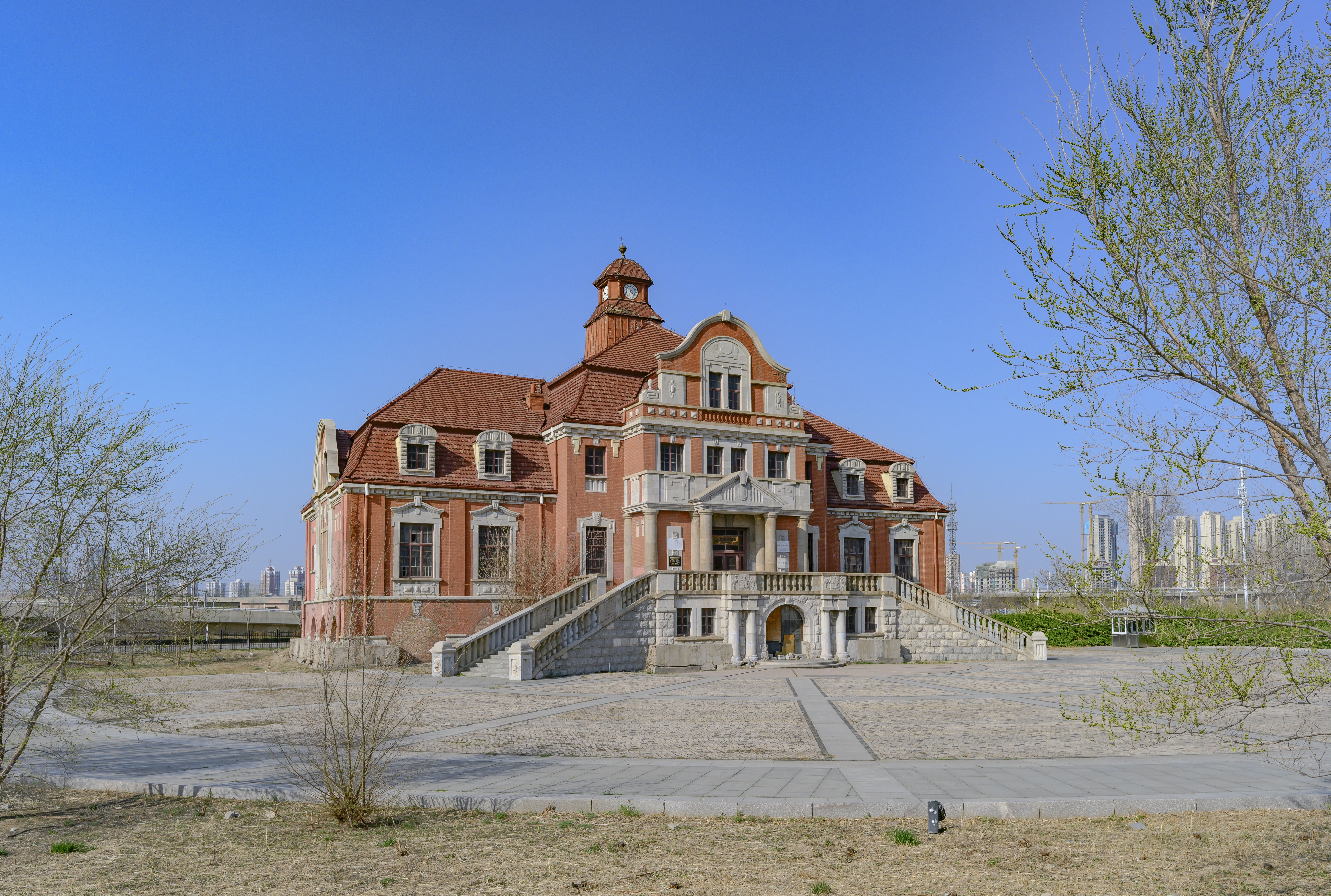
Das historische Gebäude im Jahr 2022

Tianjin Westbahnhof (chinesisch 天津西站, Pinyin Tiānjīn Xi Zhàn) ist ein Fernbahnhof im inneren Stadtbezirk Hongqiao der regierungsunmittelbaren Stadt Tianjin in China.
Das unter Denkmalschutz stehende alte Empfangsgebäude wurde 1909–1910 am Startpunkt der Jin-Pu-Bahn nach Pukou (nördlich von Nanjing) errichtet. Dass Tianjin damals, auch nach Ende der Besatzung durch die Vereinigten acht Staaten noch unter Verwaltung der ehemaligen europäischen Besatzungsstaaten stand, zeichnet sich an der Architektur ab, die an den Stil deutscher Bahnhofsbauten angelehnt ist.
Der Bahnhof wurde zwischen 1993 und 1995 grundrenoviert und 2003 erneut umgebaut.

## Neubau

Von Gerkan, Marg und Partner entworfener neuer Bahnhof

Im Mai 2009 begannen erneut umfangreiche Bauarbeiten, um den Westbahnhof bis 2012 zur zentralen Schnittstelle zwischen den Schnellfahrstrecken Peking–Shanghai sowie Peking–Tianjin sowie dem Regionalverkehr aufzuwerten. Danach soll er bis zu 5000 Passagiere die Stunde abfertigen können.